# Slobidka Bilșivțivska, Halîci
Slobidka Bilșivțivska (în ucraineană Слобідка Більшівцівська) este un sat în așezarea urbană Bilșivți din raionul Halîci, regiunea Ivano-Frankivsk, Ucraina.

## Demografie
Componența lingvistică a localității Slobidka Bilșivțivska
     Ucraineană (99,13%)
     Alte limbi (0,87%)
Conform recensământului din 2001, majoritatea populației localității Slobidka Bilșivțivska era vorbitoare de ucraineană (99,13%), existând în minoritate și vorbitori de alte limbi.